# ディズニー・ブリザード・ビーチ
ディズニー・ブリザード・ビーチ（Disney's Blizzard Beach、略称：DBB）は、アメリカ合衆国フロリダ州オーランドのウォルト・ディズニー・ワールド・リゾートにある2つのディズニーウォーターパークの内の1つである。

## 基本情報
- 名称：ディズニー・ブリザード・ビーチ（Disney's Blizzard Beach 略称:DBB）
- 所在地：フロリダ州オーラド（ウォルト・ディズニー・ワールド・リゾート内）
- 開園日：1995年4月1日
- パークテーマ：「”溶けかけた”スキー・リゾート」"Melting" ski resort
- シンボル：ガシュモア山 Mount Gushmore
- マスコット：アイスゲーター（ワニ）“Ice Gator”

## 概要
1995年4月1日にディズニー・ワールド・リゾートで3番目のディズニーウォーターパークとして開園。シンボルはパークの中央に位置する巨大な人工の山「ガシュモア山」。山の頂上はフロリダ州で5番目に高い位置となっており、内部にはエレベーターが設置されている。頂上から下り降りる複数のアトラクションが設置されている。テーマが溶けかけたスキーリゾートであることからも分かるように、パーク全体が雪山やゲレンデのような外観をしている。もちろん本物の雪ではない。プールやスライダーアトラクションなどの水は全て温水である。

## 施設
園内は3つの「スロープ」と「グラウンド・レベル」の4つのエリアに分かれている。

### グラウンド・レベル
ガシュモア山の麓に広がるエリアで、パーク全体のエントランス。巨大な波の出るプール「メルトアウェイ・ベイ」や、エリア内をゆっくり循環する流れるプール「クロス・カントリー・クリーク」などのほか、小さな子供たちのためのプールやアトラクションが揃う。ショップやレストランも揃う。

#### アトラクション
- メルトアウェイ・ベイ（Meltaway Bay）

約1エーカー (4,000 m2)の波の出るプール。
- クロス・カントリー・クリーク（The Cross Country Creek）

全長約3,000フィート (910 m) の流れるプール。途中には天井から雪が降ってくる洞窟などもある。このアトラクションには園内の7ヶ所で出入りすることができる。1周20分～30分。
- スキー・パトロール（Ski Patrol）

10歳未満の子供たちのためのプレイエリア。4つのアトラクションから構成される。身長制限122cm以下。
- レジャー・プール（Leisure Pool）
- ファーレンハイト・ドロップス（Fahrenheit Drops）
- フリーズン・パイプ・スプリングス（Freezin' Pipe Springs）
- クール・ランナーズ（Cool Runners）

- タイクズ・ピーク（Tike's Peak）

緩やかなスライダーやピクニックエリアなど。身長制限122cm以下。
- チェアーリフト（The Chairlift）

ゲストをガシュモア山の山頂まで運ぶ3人乗りのリフト。原則上りのみ（身体に障害のあるゲストは下りも利用可）。

#### レストラン
- アベランチ
- フロストバイト・フレディズ
- ロットワッタ・ロッジ
- ポーラー・パブ
- I.C.エクスペディションズ
- クーリング・ハット
- ウォーミング・ハット

#### ショップ
- ノース・パール
- スノーレス・ジョー
- ベンチ・ハウス

### グリーン・スロープ
ガシュモア山にある3つのスロープのうち、最も高い位置にあるスロープ。

#### アトラクション
- サミット・プラメット（Summit Plummet）

ディズニー・ブリザード・ビーチのメインアトラクション。高さ約36m、最高速度100km/hと、世界で2番目に高く、世界で2番目に速いフリーフォール・スライダー。身長制限122cm以上。
- ティームボート・スプリングス（Teamboat Springs）

全長426mで、複数乗務タイプでは世界最長の激流下り型ライドアトラクション。青色のゴム製ラフト型ライドに乗って激流を下る。定員4～6名。
- スラッシュ・ガッシャー（Slush Gusher）

高さ27m、全長76mのボディースライダータイプのアトラクション。でこぼこした雪山を最高速度56km/hで下る。

### パープル・スロープ
ガシュモア山にある3つのスロープのうち、上から2番目に位置するスロープ。

### レッド・スロープ
ガシュモア山にある3つのスロープのうち、最も低い位置にあるスロープ。アトラクションは1つのみ。

#### アトラクション
- ランオフ・ラピッド（Runoff Rapids）

全長180mのチューブスライダー型アトラクション。上方が空いているものと密閉されているものの2本のコースからなる。